# ジャン・ドラ

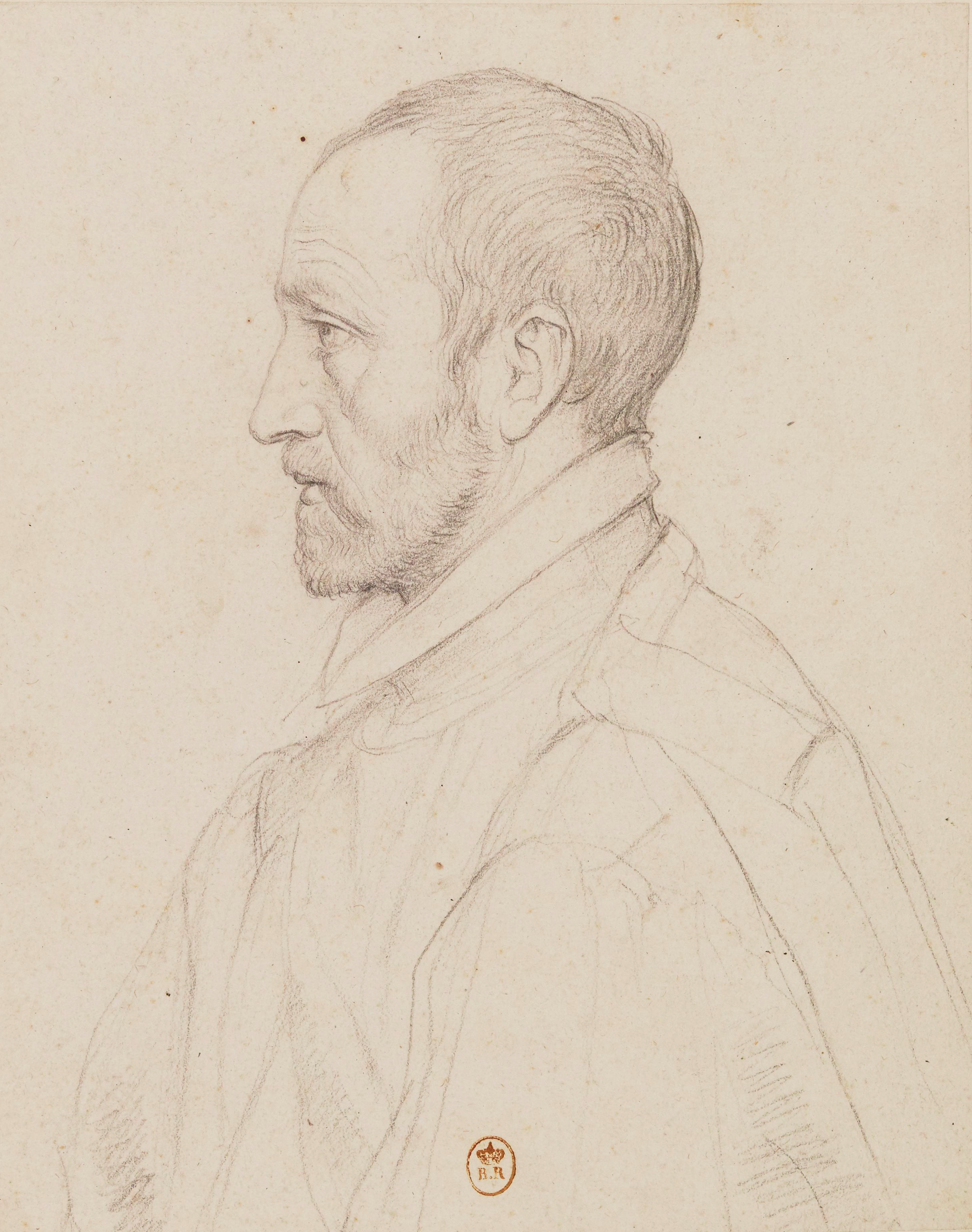
ジャン・ドラ

ジャン・ドラ（Jean Dorat or d’Aurat, 1508年-1588年11月1日）は、フランスの人文主義者、詩人。ピエール・ド・ロンサールやジャン＝アントワーヌ・ド・バイフらの師に当たる。元の名は、ジャン・ディヌマンディ(Jean Dinemandi)という。

## 生涯
彼は1508年にリモージュに生まれた。1537年にパリで文学を学ぶために故郷を離れ、その驚異的な記憶力によって周囲を驚嘆させたという。1539年5月に修士号(maîtrise)を取得した。
1544年には、ラザル・ド・バイフによって、その息子ジャン＝アントワーヌと若き秘書ロンサールの家庭教師として雇われた。後にこの二人はドラの熱心な教え子となり、ドラは彼らにラテン語を教えるためにギリシャ語を用いることになる。ロンサールはしばしば自分に詩の手ほどきをしてくれた博覧強記のドラに対し謝意を示している。ドラはまずフランス語詩で有名になり、フランソワ1世からも重用された。
1547年にラザル・ド・バイフが亡くなると、ドラにはコレージュ・ド・コクレの学長の座が与えられた。1549年には、彼の門下生に新たにジョアシャン・デュ・ベレーが加わった。文壇に大きな衝撃をもたらした宣言「フランス語の擁護と顕揚」（1549年）は、ドラの監督下で出されることになる。ドラは栄達をほとんど求めず、死後の名声もほとんど気にかけることはなかった。
1560年には、コレージュ・ド・フランスのギリシャ語教授に任命されている。そして、ラテン語詩やギリシャ語詩で名を馳せた。
誰もがドラに詩を求め、ドラはそれに応じて作詩をしたため、彼の作品はあちこちに散在していたが、それを集成しようという人物はいなかった。そこで1586年に弟子や友人たちが極めて不完全ながら集大成『ポエマータ Poemata』を刊行するために集まった。この作品集には、詩、風刺、字謎、オード、牧歌などを含んでいた。その中で注目されるのは、Tumulus Cearoliである。
ドラは病が重く、その2年後に没した。彼には、詩人あるいは博学者として名をなす2人の息子と1人娘がいた。
彼の真の天才性は、古代ローマ文学の向こう側には、探訪し開拓すべきギリシャの遺産があるのだ、と門弟たちに感じさせたことにある。故に彼はプレイヤード派に属する資格があるのである。ギリシャ語詩・ラテン語詩の領域はほとんど彼の独擅場であった。

## 書誌
- 『バックス賛歌 Hymne de Bacus』パリ、1555年（ロンサールとの共著）
これはバックスに捧げられたルネサンス期のフランス語詩の中で最も重要なものである（フランス語詩はロンサールの作で、ドラが執筆したのは対応するラテン語詩である）。
- 『1570年7月21日にパリで生まれたアンドロギュノス L'androgyne né à Paris le 21 juillet 1570』リヨン、1570年
パリで生まれたシャム双生児を凶兆と見たドラによって執筆されたラテン語作品。弟子の一人であるジャン・ド・シュヴィニーがフランス語訳を添えた。